# Rivèlh
Rivèlh (en francès Rivel) és un municipi francès situat al departament de l'Aude i a la regió d'Occitània.